# Кривулін Віктор Борисович
Віктор Борисович Кривулін (нар. 9 липня 1944, сел. Кадіївка, Ворошиловоградська область, Українська РСР, СРСР — пом. 17 березня 2001, Санкт-Петербург) — російський поет і прозаїк, есеїст.

## Біографія
Батько, Борис Опанасович Кривулін, родом з Вологди, був військовим, офіцером, кадровим політпрацівником, старшим батальонным комісаром, служив у 123-й стрілецької дивізії з моменту її створення, пройшов фінську війну. На початку німецько-радянської війни став комісаром штабу дивізії.  Мати, Євгенія Борисівна, має єврейське та польське походження (родом з польської шляхти) - до війни була медсестрою в лікарні заводу «Арсенал». З початком війни добровільно вирушила до 168-го медсанбату, пізніше – була призначена фельдшером в окрему автороту цієї ж дивізії.
З 1962 року Віктор Кривулін відвідував літературне об'єднання, яким керував Гліб Семенов. Познайомився з Анною Ахматовою. 
У 1967 році закінчив філологічний факультет Ленінградського державного університету. За рік до закінчення вийшов з комсомолу. Захистив дипломну роботу з творчості Інокентія Анненського.
Видатний діяч неофіційної культури Ленінграда. Перший лауреат премії Андрія Білого за 1978 рік. В 1970-ті рр. один з найбільших діячів ленінградського літературного та культурологічного самвидаву (журнали «37», «Північна пошта» тощо).
На початку 1990-х рр. член редколегії журналу «Вісник нової літератури». В 1990-ті роки вів велику літературну та громадську діяльність.
Перші книги під однаковою назвою «Вірші» (1981 і 1988) вийшли в Парижі, потім були поетичні збірки «Звернення» (1990), «Концерт за заявками» (1993), «Остання книга» (1993), «Предграничье» (1994), «Requiem» (1998), «Купання в йордані» (1998), «Вірші ювілейного року» (2001), «Вірші після віршів» (2001). Посмертно вийшла книга віршів 1970-х років «Композиції» (2010).
З 1974 року перебував у шлюбі з Тетяною Горичевою до її еміграції в 1980 році. Надалі був одружений ще кілька разів; остання дружина — філолог Ольга Кушліна.
Помер 2001 року, похований на Смоленському православному кладовищі Санкт-Петербурга.

### Публікації Віктора Кривуліна
- Кривулин Виктор. Стихи. — Париж : Ритм, 1981. — 62 с.
- Кривулин, Виктор. Стихи. — Париж, Ленинград : Беседа, 1988. — Т. 1,2. — 150, 205 с.
- Кривулин Виктор. Обращение. — Л. : Советский писатель, 1990. — 64 с. — ISBN 5-26501-283-4.
- Кривулин Виктор.  — СПб. : Издательство Фонда русской поэзии, 1993. — 109 с. — ISBN 5-89108-061-3. Архівовано з джерела 2 липня 2020
- Кривулин Виктор.  — СПб. : Борей-арт, 1994. — 52 с. — ISBN 5-7287-0122-9. Архівовано з джерела 27 січня 2020
- Кривулин Виктор.  — М. : АРГО-РИСК, 1998. — 20 с. — ISBN 5-900506-84-3. Архівовано з джерела 18 вересня 2020
- Кривулин Виктор.  — СПб. : Пушкинский фонд, 1998. — 80 с. — (Автограф) — ISBN 5-89803-020-4. Архівовано з джерела 7 червня 2020
- Кривулин Виктор. Охота на мамонта. — СПб. : Русско-Балтийский информационный центр «БЛИЦ», 1998. — 333 с. — (Русский Пен-Клуб) — ISBN 5-86789-073-2.
- Кривулин Виктор.  — М. : ОГИ, 2001. — 80 с. — (Поэтическая серия клуба «Проект ОГИ») — ISBN 5-94282-020-1. Архівовано з джерела 27 січня 2020
- Кривулин Виктор.  — СПб. : Петербургский писатель; Русско-Балтийский информационный центр «БЛИЦ», 2001. — 144 с. — (Русский Пен-Клуб) — ISBN 5-86789-135-6. Архівовано з джерела 27 січня 2020
- Кривулин Виктор.  — М. : АРГО-РИСК; Книжное обозрение, 2009. — 104 с. — (Книжный проект журнала «Воздух», вып.46; «In Memoriam», вып.3) — ISBN 5-86856-189-9. Архівовано з джерела 27 січня 2020
- Кривулин Виктор. Воскресные облака. — СПб. : Пальмира, 2017. — 232 с. — (Часть речи) — ISBN 978-5-521-00139-2.

Антології
- Русская поэзия. XX век. Антология. — Под редакцией В. А. Кострова. [В. Кривулин; биб. справ. — C. 743—744: Метампсихоза. Непростое время. Говорящая птичка. На языке флажков. Реквием. (Стихи)]. — М.: ОЛМА—ПРЕСС, 1999. — 926 с.; В пер.; ил.; 11 000 экз. — ISBN 5-224-00134-X